# Франческа Аркібуджі
Франчéска Аркібу́джі (італ. Francesca Archibugi; нар. 16 травня 1960 р.) — італійська кінорежисерка та сценаристка. 

## Фільмографія
- Посіпака зник (італ. Mignon è partita; 1988)
- До вечора (італ. Verso sera; 1990)
- Великий кавун (італ. Il grande cocomero; 1993)
- Заплющивши очі (італ. Con gli occhi chiusi; 1994)
- Дивна історія музичного гурту (італ. La strana storia della banda sonora; 1997)
- Груша (італ. L'albero delle pere; 1998)
- Завтра (італ. Domani; 2001)
- Ренцо та Люсія (італ. Renzo e Lucia; 2004)
- Уроки польоту (італ. Lezioni di volo; 2006)
- Питання серця (італ. Questione di cuore; 2009)
- Ім'я сина (італ. Il nome del figlio; 2015)
- Як божевільний (італ. La pazza gioia; 2016)
- Лежачи (італ. Gli Sdraiati; 2017)
- Ті, що живуть (італ. Vivere; 2019)
- Посуха (італ. Siccità; 2022)